# Socialisme ou Barbarie
Socialisme ou Barbarie (lett. "Socialismo o Barbarie") fu un'organizzazione politico-filosofica comunista, Socialista francese, anti-leninista ed ideologicamente assai prossima al comunismo consiliarista, attiva tra il 1948 ed il 1967, fondata ed animata principalmente da Cornelius Castoriadis e Claude Lefort.
L'espressione "Socialisme ou barbarie" è tratta da Rosa Luxemburg, che la usò per la prima volta nel 1916.

## Storia

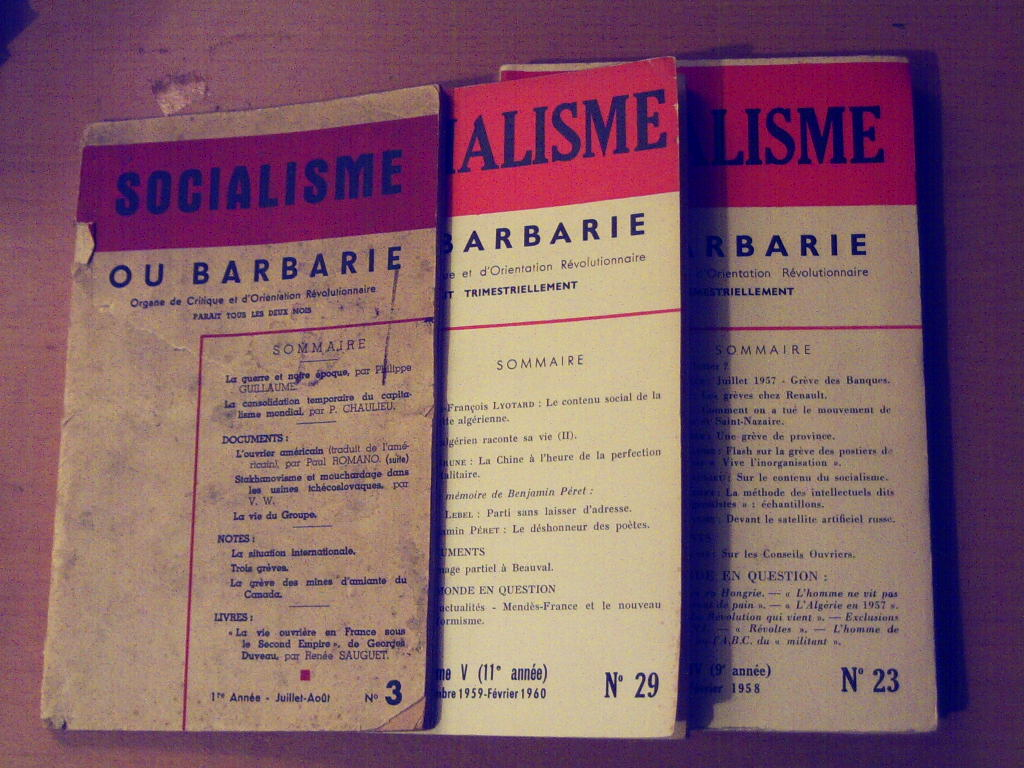
Alcuni numeri della rivista Socialisme ou Barbarie

Nel 1946 la "tendenza Chaulieu-Montal" che prese il nome di "Socialisme ou Barbarie" si formò nel quadro del Partito Comunista Internazionalista (PCI). I suoi rappresentanti principali sono Cornelius Castoriadis ("Chaulieu") e Claude Lefort ("Montal").
Nel 1948 Socialisme ou Barbarie, riprendendo analisi vicine a quelle della tendenza Johnson-Forest negli Stati Uniti d'America, lasciò il PCI e, più in generale, si allontanò dalle posizioni trotskiste, in particolare dalla concezione dell'URSS come  "stato degenerato dei lavoratori".
Nel 1949 il gruppo iniziò a pubblicare la rivista Socialisme ou Barbarie, che durò fino al 1965; a questo verrà aggiunto un mensile, Pouvoir Ouvrier, dal 1959 al 1963.
Nel 1951 al gruppo si unì una delle due tendenze della Fraction française de la gauche communiste internationale (FFGCI), tra cui alcuni membri dell'Unione Comunista prebellica.

## Ideologia
Socialisme ou Barbarie combatteva lo stalinismo in tutte le sue forme e sviluppò un marxismo anti-dogmatico: l'URSS e tutti i cosiddetti Paesi socialisti sarebbero stati per loro un mero capitalismo di Stato, una forma sociale di sfruttamento guidata da una nuova classe dirigente (la burocrazia), ingannevolmente intitolata socialista, dove i leader dello Stato e l'economia prendono il posto degli imprenditori privati della società borghese, mentre la situazione reale di sfruttamento del lavoratore rimane invariata.
Sebbene fortemente influenzato da Castoriadis, il gruppo includeva, fin dalla sua fondazione, diverse correnti. Tuttavia, si possono identificare alcune idee chiave comuni a tutte. L'analisi delle organizzazioni francesi dei "lavoratori" portò a concludere che esse stavano partecipando al sistema come modalità di controllo della forza lavoro.
Per questa ideologia la principale contraddizione del nostro tempo è quella contenuta nell'alienazione del lavoratore, che sarà rimossa solo dalla creazione di una gestione collettiva dei lavoratori rispetto alla produzione e alla società".
Tradotta in termini di classe, questa contraddizione è espressa dalla lotta tra sfruttati/impiegati/artisti e sfruttatori/manager. Ciò che conta - e il caso dell'URSS è significativo poiché la burocrazia (intesa come classe non come sistema) viene vista come colpevole di governare senza condividere questo precetto - è il possesso effettivo dell'apparato produttivo fin nei suoi ingranaggi più piccoli.
Il proletariato sperimenta questa fase burocratica del capitalismo, che può condurla a una critica molto più profonda e più generalizzata della vita sotto il capitalismo rispetto al passato. Si può dare forma ad un rilancio del progetto socialista con un "programma di umanizzazione del lavoro e della società". Il risultato è l'affermazione di un'economia autogestita, in cui la produzione è soggetta alla gestione dei lavoratori.